# Ветлужских, Андрей Леонидович
Андре́й Леони́дович Ветлу́жских (5 августа 1961, Свердловск, РСФСР, СССР) — российский профсоюзный и общественный деятель, председатель Федерации профсоюзов Свердловской области. 

## Биография
Родился в семье служащих. Отец — инженер-конструктор на заводе «Вектор», мать — учитель русского языка и литературы.
В 1983 году с отличием окончил Уральский политехнический институт по специальности инженер-механик. Входит в число выпускников, внесённых в список «Гордость Уральского политехнического института». В институтские годы был активистом движения Студенческих строительных отрядов.
С 1983 года работал мастером цеха Машиностроительного завода имени М. И. Калинина, где был избран комсоргом цеха, а затем — руководителем комсомольской организации завода. Окончил Институт марксизма-ленинизма и в 1989 году был избран первым секретарём Орджоникидзевского районного комитета ВЛКСМ в Свердловске.
Вершина комсомольской деятельности А. Л. Ветлужских — должность второго секретаря Областного комитета комсомола Свердловской области (1992 год). После распада ВЛКСМ он стал руководителем Свердловской областной организации Российского союза молодёжи.
В 2001 году, в 40 лет А. Л. Ветлужских принял участие в профсоюзных выборах и был избран заместителем председателя, а в 2006 году — председателем Федерации профсоюзов Свердловской области. В 2010 году переизбрался в этой должности на второй срок, а в 2015 году — на третий срок. Главными своими задачами объявил повышение МРОТ, заработной платы рабочих, а также увеличение количества профсоюзных депутатов.
Одновременно, в 2005 году стал депутатом Екатеринбургской Городской Думы, а в 2009 году вошёл в состав Общественной палаты Свердловской области.
С образованием Общероссийского народного фронта (ОНФ) принимает самое активное участие в его деятельности. В 2011 году стал членом Координационного совета ОНФ в Свердловской области, а в 2014 году — членом Центрального штаба ОНФ. Совместно с полпредом Президента РФ в Уральском федеральном округе И. Р. Холманских становится одним из основателей и сопредседателем Межрегионального движения «В защиту человека труда». В настоящее время является руководителем Исполнительного комитета этого движения.
С 2019 года записывает "Кейсы от Ветлужских" о трудовых правах.

## Избрание в Государственную Думу

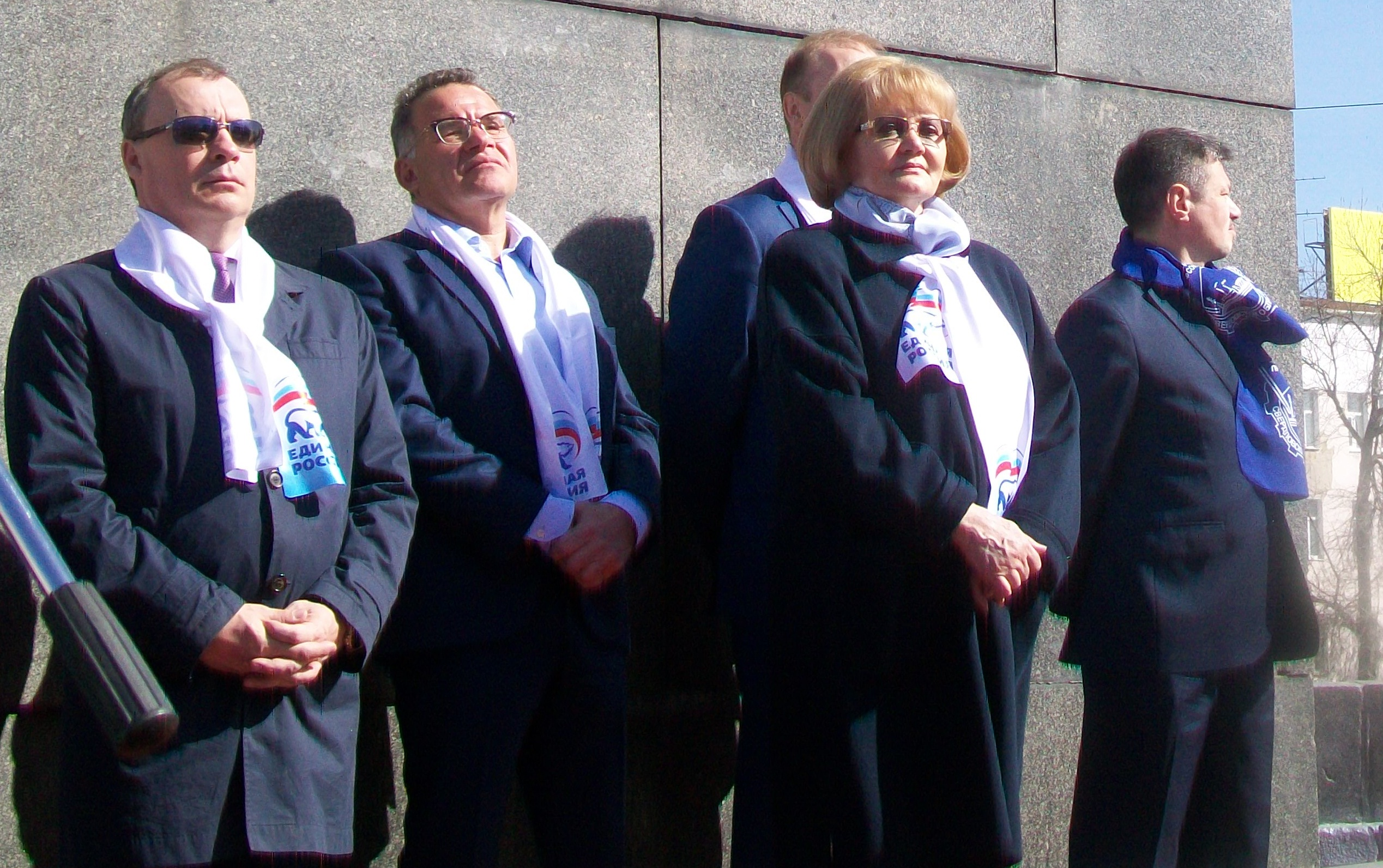
Ветлужских (крайний справа) рядом с единороссами в партийных шарфах на митинге 1 мая 2017 года в Екатеринбурге

Ветлужских в 2016 году выставил свою кандидатуру на праймериз «Единой России» для последующего избрания депутатом Государственной думы. Его кандидатуру, кроме профсоюзов и движения «В защиту человека труда», поддержали Союз оборонных предприятий и Союз машиностроительных предприятий Свердловской области. Однако по итогам общенародного голосования 22 мая 2016 года Ветлужских занял в Свердловской области только 9-е место, то есть фактически проиграл праймериз. Однако затем была проведена «чистка» победителей. В объявленном 27 июня 2016 года на партийном съезде «почищенном» списке Ветлужских был перемещен с 9-го на 2-е место. В дальнейшем А. Л. Ветлужских был выдвинут вторым по списку «Единой России» по Свердловской области на выборах в Государственную думу, по итогам которых стал депутатом.
Избранный депутатом, вошёл в состав Комитета по экономической политике, промышленности, инновационному развитию и предпринимательству. В то же время остался в должности председателя Федерации профсоюзов Свердловской области, заявив, что намерен совмещать работу в Госдуме с профсоюзной деятельностью.
Как депутат призвал правительство разработать план помощи россиянам, которые в ближайшие годы останутся без работы из-за внедрения на производстве роботов, а также поддержал решение правительства Челябинской области запретить мигрантам работать в сфере пассажирских перевозок, а также такси. По мнению депутата, ограничения на привлечение иностранных рабочих необходимо внести и в Свердловской области.
В 2018 году, будучи главой Федерации профсоюзов Свердловской области, несмотря на позицию ФНПР, поддержал во время голосования в госдуме повышение пенсионного возраста.

## Законотворческая деятельность
С 2016 по 2019 год, в течение исполнения полномочий депутата Государственной Думы VII созыва, выступил соавтором 71 законодательной инициативы и поправок к проектам федеральных законов.

## Награды
- Почётный работник сферы молодёжной политики — 2001 г.
- Медаль ордена «За заслуги перед Отечеством» I, II степени — (II ст. — в числе трёх человек в России за работу с молодежью Указом Президента — 1998 г., I ст. — за работу по защите прав трудящихся — 2013 г.)[22]
- Юбилейная медаль «200 лет внутренним войскам МВД России» за содействие внутренним войскам МВД России в решении поставленных перед ними задач — 2012 г.
- Знак отличия «За заслуги перед Свердловской областью» — 2014 г.